# Lars Ahlin
Lars Gustaf Ahlin, född 4 april 1915 i Sundsvall, död 10 mars 1997 i Västerleds församling i Stockholm, var en svensk författare.

## Biografi
Lars Ahlin föddes i något som han själv beskriver som ett slumområde i ett hus på Bleckslagargatan 24 på Södermalm i Sundsvall. Han var yngst av sju syskon. När han var tre år flyttade familjen till Stockholm, där modern Jenny (född Lannerstedt) rymde från äktenskapet för en yngre man. I Stockholm fick barnen i realiteten klara sig själva, eftersom fadern, Gustaf Ahlin (1881–1943), var handelsresande och borta hemifrån under långa perioder. 1922, när Lars Ahlin var sju år, gifte hans far om sig med Tina Jakobsson, ensamstående mor till två pojkar. De bodde i Hellbergska huset på Storgatan 33 i Sundsvall. Gustaf Ahlin flyttade också dit med fyra söner. Lars Ahlin var därmed tillbaka i Sundsvall, men kallades efter sina fyra år i Stockholm för stockholmaren. Redan från början hade han alltså en särskild distans till Sundsvallslivet.
Lars Ahlin gick i folkskola 1933–1935 och prövade ett tiotal yrken. Efter folkskolan följde – föräldrarna hade inte råd att låta honom fortsätta i läroverket – arbete som springschas, inkasserare och anställning på den kommunistiska tidningen Norrlands-Kuriren. Han gifte sig 1946 med Gunnel Hellman (1918–2007). Tillsammans fick de sonen Per Ahlin (född 1948), astronom. År 1969 utnämndes Ahlin till filosofie hedersdoktor vid Umeå universitet. Makarna Ahlin är begravda på Hedvig Eleonora kyrkogård i Stockholm.

## Författarskap
Lars Ahlin debuterade 1943 med idéromanen Tåbb med manifestet och hans egensinniga och stilistiskt skiftande romaner gjorde honom till en av efterkrigstidens mest uppburna svenska prosaister. Lars Ahlin utgår i sina verk från andra människors språkliga situation och kombinerar episk experimentlusta med mångstämmighet. Hans romanfigurer är särpräglade naturer, undantagstyper, i konflikt med sin ofta norrländska omgivning. Sitt mörka patos förenar Lars Ahlin med drastisk folklig humor.
Med romaner som Min död är min (1945) och Om (1946) utvecklade Lars Ahlin en egen romanestetik där författarens uppgift är att vara en "identificator och förbedjare" och att kommunicera med läsaren. Romanen och språket blir den värld i vilken mänsklig gemenskap uppstår. Realismens illusionseffekter måste därför brytas ned och ersättas av språket självt som centrum för dialogen mellan författaren och läsaren rörande de existentiella grundfrågorna, menade han.
Efter experimentromanen Fromma mord (1952), där Ahlin med stor komplexitet kritiserade det kristna fromhetsbegreppet, följde en rad romaner där Ahlin belyser olika aspekter av det mänskliga livet. Kanelbiten (1953) är en psykologisk studie av en ung flickas brådmogna utveckling till kvinna, och Stora glömskan (1954) ett motsvarande porträtt av den brådmogna pojken Zacharias och Kvinna, kvinna (1955) en intensiv kärleksroman. Ahlins mästerverk anses emellertid vara Natt i marknadstältet (1957) som är en storslagen roman där en svår äktenskapskris kontrasteras mot en varm livsinsikt och där Ahlins återkommande tema om livsförnedring och möjlig återupprättelse når en konstnärlig höjdpunkt.
Med konstnärsromanen Bark och löv (1961) återvände Ahlin till den experimentella romanformen. Den följdes av en mer än tjugoårig tystnad som motiverades av att författaren sagt allt vad han ville säga och inte hade mer att tillägga. På 1980-talet återkom han med enklare och mer realistiska romaner som Sjätte munnen (1985).

## Villa Vingarna i Äppelviken

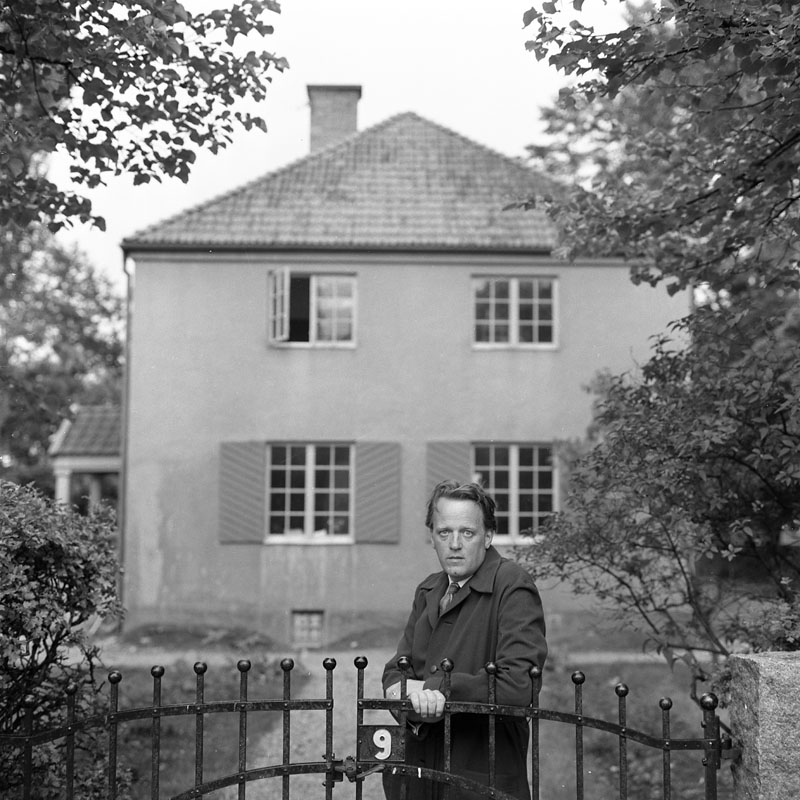
Författaren Lars Ahlin framför Villa Vingarna på Korsvägen 9 i Äppelviken i Bromma (1957).

Familjen Ahlin var den första gästen i Sveriges Författarförbunds Villa Vingarna i Äppelviken i Bromma och flyttade in där 1957. Villa Vingarna är en villa på Korsvägen 9 vid hörnet av Klövervägen 16 i Äppelviken. I villan bodde tidigare civilassessor Waldemar Robert Ditzinger (1876–1955). Då han dog testamenterade han villan till Sveriges Författarförbund. Enligt Ditzingers vilja skulle villan användas såsom hedersbostad av en förtjänt skönlitterär författare.
Villan heter Villa Vingarna, eftersom det i trädgården stod ett exemplar av denna skulptur av Carl Milles. Skulpturen Vingarna eller Gosse med örn komponerades 1908 och utfördes i större skala 1910 av Carl Milles. Skulpturen föreställer en naken yngling på knä på ett stenblock, som på sina uppsträckta armar lyfter en örn med utbredda vingar. Skulpturen är i sin monumentalversion 270 centimeter hög och är i sin tur placerad på en hög kolonn som mäter olika på olika platser. Nu är denna skulptur flyttad och finns idag utanför Nationalmuseum i Stockholm.
Så här skrev Lars Ahlin i Stora glömskan 1954: "Lär mig leva så som Stora Glömskan lever. Måtte jag som han kunna finnas på två platser samtidigt utan att jag därför fördärvar den plats där min kropp är."

## Priser och utmärkelser
- 1944 – Svenska Dagbladets litteraturpris
- 1953 – Sigtunastiftelsens författarstipendium
- 1954 – Tidningen Vi:s litteraturpris
- 1955 – BMF-plaketten för Stora glömskan
- 1958 – Östersunds-Postens litteraturpris
- 1959 – Hedersledamot i Norrlands nation, Uppsala universitet[6]
- 1959 – Boklotteriets stipendiat
- 1960 – De Nios Stora Pris
- 1961 – Boklotteriets Stora romanpris[6]
- 1962 – Litteraturfrämjandets stora romanpris
- 1963 – Doblougska priset
- 1964 – Olof Högberg-plaketten
- 1966 – Litteraturfrämjandets stora pris
- 1969 – Hedersdoktor vid Umeå universitet
- 1970 – Signe Ekblad-Eldhs pris
- 1982 – Kellgrenpriset
- 1983 – Övralidspriset
- 1983 – Aniarapriset
- 1988 – Stiftelsen Selma Lagerlöfs litteraturpris
- 1990 – Augustpriset för De sotarna! De sotarna!
- 1991 – Gerard Bonniers pris
- 1992 – Ivar Lo-Johanssons personliga pris
- 1995 – Svenska Akademiens nordiska pris